# Галушкинский
Галушкинский — хутор в Новоаннинском районе Волгоградской области России. Административный центр Галушкинского сельского поселения.
Население — 867 (2010) человек.

## История
Хутор Галушкин относился к юрту станицы Филоновской Хопёрского округа Земли Войска Донского (с 1870 — Область Войска Донского). В 1859 года на хуторе проживали 252 мужчины и 253 женщины. Согласно переписи населения 1897 года на хуторе проживали 466 мужчин и 475 женщин, из них грамотных: мужчин — 152 (32,6 %), грамотных женщин — 16 (3,36 %).
Согласно алфавитному списку населённых мест Области Войска Донского 1915 года земельный надел хутора составлял 6959 десятин, здесь проживало 722 мужчины и 686 женщин, имелись хуторское правление, Петропавловская церковь, приходское училище, церковно-приходская школа, паровая мельница.
В 1928 году хутор был включён в состав Преображенского района Хопёрского округа (округ упразднён в 1930 году) Нижне-Волжского края (с 1934 года — Сталинградский край). В 1935 году хутор передан в состав Бударинского района. Указом Президиума Верховного Совета РСФСР от 12 ноября 1960 года и решением Сталинградского облисполкома от 15 ноября 1960 года № 18/617 Бударинский район был упразднен, Галушкинский сельсовет был включён в состав Новоаннинского района.

## География
Хутор находится в пределах Хопёрско-Бузулукской равнины, являющейся южным окончанием Окско-Донской низменности, на правом берегу реки Кардаил (правый приток Бузулука). Центр хутора расположен на высоте около 100 метров над уровнем моря. К юго-западу расположено урочище Топкое, в котором находятся озеро Бабье, к югу — пески, закреплённые лесонасаждениями, к востоку, на другом берегу Кардаила — пойменный лем. Почвы — чернозёмы обыкновенные.
По автомобильным дорогам расстояние до областного центра города Волгоград составляет 280 км, до районного центра города Новоаннинский — 31 км.
Климат
Климат умеренный континентальный (согласно классификации климатов Кёппена — Dfb). Многолетняя норма осадков — 462 мм. В течение города количество выпадающих атмосферных осадков распределяется относительно равномерно: наибольшее количество осадков выпадает в июне — 53 мм, наименьшее в феврале — 25 мм. Среднегодовая температура положительная и составляет + 6,7 °С, средняя температура самого холодного месяца января −9,2 °С, самого жаркого месяца июля +21,8 °С.
Часовой пояс
Галушкинский, как и вся Волгоградская область, находится в часовой зоне МСК (московское время). Смещение применяемого времени относительно UTC составляет +3:00.

## Население
Динамика численности населения по годам:
| 1859 | 1873 | 1897 | 1915 | 1987  | 2002 |
| ---- | ---- | ---- | ---- | ----- | ---- |
| 505  | 628  | 941  | 1408 | ≈1000 | 889  |

| 2010 |
| ---- |
| 867  |